# Sceloglaux albifacies
Sceloglaux albifacies е изчезнал вид птица от семейство Совови (Strigidae), единствен представител на род Sceloglaux.

## Разпространение
Видът е разпространен в Нова Зеландия.